# Оманидзе, Мурман
Мурман Мелитонович Оманидзе (груз. მურმან მელიტონის ძე ომანიძე; 5 ноября 1938 — 20 ноября 2020) — грузинский политик, министр иностранных дел Грузии в 1991 году.

## Карьера
Мурман Оманидзе родился в Тбилиси и окончил факультет международного права Тбилисского государственного университета. С 1977 по 1985 год он возглавлял юридический отдел государственной аграрной компании «Суплмшени». Темой его диссертации на соискание степени кандидата исторических наук (Харьков, 1984 г.) стало «Конституирование Веймарской республики». С 1985 по 1989 год работал в качестве управленца в Министерстве строительства Грузинской ССР. В период подъёма антисоветских настроений и движения за независимость Грузии Оманидзе вступил в Афганский союз Грузии, объединявший грузинских ветеранов Советско-афганской войны, будучи его заместителем с 1990 по 1991 год. С марта по май 1991 года он работал в правительстве Грузии, занимая должность заместителя министра транспорта. С обретением независимости Грузией Оманидзе был назначен Звиадом Гамсахурдией, президентом страны, первым заместителем премьер-министра и министром иностранных дел Грузии в августе 1991 года. В том же месяце он недолгое время исполнял обязанности премьер-министра страны после скандальной отставки Тенгиза Сигуа.
Во время попытки советского государственного переворота в августе 1991 года грузинская оппозиция утверждала, что Оманидзе ездил в Москву для встречи с членами Государственного комитета по чрезвычайному положению. После провала этой попытки переворота грузинское руководство решительно опровергало подобные утверждения. Грузинская оппозиция организовала военный переворот, направленный против Гамсахурдии, в декабре 1991 года. Во время столкновений в Тбилиси Гамсахурдия вызвал Оманидзе в бункер правительственного здания, где он укрывался. 31 декабря Оманидзе был фактически помещён под арест и отстранён от занимаемой должности. 4 января Оманидзе удалось бежать в Россию, где он объявил Гамсахурдию диктатором.
После бегства Гамсахурдии из Грузии и прихода к власти в стране Государственного совета во главе с Эдуардом Шеварднадзе Оманидзе вернулся на родину, где избирался депутатом Парламента Грузии с 1992 по 1998 год. Он также занимался бизнесом. В 1996 году прокуратура Грузии выдала ордер на арест Оманидзе по обвинению в незаконных финансовых операциях. Ему удалось покинуть Грузию и дистанцироваться от политики. После отъезда из страны Оманидзе жил в Санкт-Петербурге до конца жизни.
Оманидзе умер от коронавируса в больнице Санкт-Петербурга 20 ноября 2020 года.